# Мужская сборная Сербии по хоккею на траве
Мужская сборная Сербии по хоккею на траве — мужская сборная по хоккею на траве, представляющая Сербию на международной арене. Управляющим органом сборной выступает Федерация хоккея на траве Сербии (англ. Serbia Hockey Federation, серб. Savez hokeja na travi Srbije).

## Результаты выступлений

### Чемпионат Европы (IV дивизион)
(EuroHockey Nations Challenge IV, до 2011 назывался EuroHockey Nations Challenge II)
- 2007 — [1]